# Campeonato Sul-Americano de Rugby de 1971
O Campeonato Sul-Americano de Rugby de 1971 foi a VII edição deste torneio.

O torneio foi realizado em Montevideu (Uruguai) e participaram as equipas de Argentina, Brasil, Chile, Paraguai e Uruguai.
O sucesso foi pela sétima vez consecutiva da Seleção Argentina.

## Jogos
| 10 de Outubro de 1971 |        |          |            |
| Uruguai               | 56 – 3 | Paraguai | Montevideu |
|                       |        |          | Montevideu |

| 10 de Outubro de 1971 |        |       |            |
| Argentina             | 20 – 3 | Chile | Montevideu |
|                       |        |       | Montevideu |

| 12 de Outubro de 1971 |        |        |            |
| Argentina             | 50 – 6 | Brasil | Montevideu |
|                       |        |        | Montevideu |

| 12 de Outubro de 1971 |        |       |            |
| Uruguai               | 6 – 11 | Chile | Montevideu |
|                       |        |       | Montevideu |

| 14 de Outubro de 1971 |         |        |            |
| Uruguai               | 37 – 11 | Brasil | Montevideu |
|                       |         |        | Montevideu |

| 14 de Outubro de 1971 |        |          |            |
| Chile                 | 40 – 0 | Paraguai | Montevideu |
|                       |        |          | Montevideu |

| 16 de Outubro de 1971 |        |          |            |
| Argentina             | 61 – 0 | Paraguai | Montevideu |
|                       |        |          | Montevideu |

| 16 de Outubro de 1971 |        |       |            |
| Brasil                | 3 – 45 | Chile | Montevideu |
|                       |        |       | Montevideu |

| 17 de Outubro de 1971 |        |          |            |
| Brasil                | 12 – 6 | Paraguai | Montevideu |
|                       |        |          | Montevideu |

| 17 de Outubro de 1971 |        |           |            |
| Uruguai               | 6 – 55 | Argentina | Montevideu |
|                       |        |           | Montevideu |

### Classificação
| Seleção   | Vitórias | Empates | Derrotas | Pontos a favor | Pontos contra | Pontos +/- | Pontos |
| --------- | -------- | ------- | -------- | -------------- | ------------- | ---------- | ------ |
| Argentina | 4        | 0       | 0        | 186            | 15            | +171       | 8      |
| Chile     | 3        | 0       | 1        | 99             | 29            | +70        | 6      |
| Uruguai   | 2        | 0       | 2        | 105            | 80            | +25        | 4      |
| Brasil    | 1        | 0       | 3        | 32             | 138           | -106       | 2      |
| Paraguai  | 0        | 0       | 4        | 9              | 169           | -160       | 0      |

Pontuação: Vitória = 2, Empate = 1, Derrota = 0 

## Campeão
| Campeonato Sul-Americano de Rugby 1971 |
| -------------------------------------- |
| ARGENTINA Campeã (7º título)           |